# Anna Maxwell Martin
Anna Maxwell Martin (Beverley, 10 de maio de 1977) é uma atriz inglesa. Ela ganhou dois BAFTA TV Awards, por seus papeis na minissérie Bleak House da BBC e Poppy Shakespeare em 2008.

## Vida pessoal
Maxwell Martin foi casada com o diretor de cinema Roger Michell após seu divórcio de Kate Buffery; o casal tem duas filhas. Em abril de 2020, ela anunciou que o casal havia se separado.

## Televisão
- 2022 - A Spy Among Friends[5]